# Peseta peruana
La peseta fue una denominación monetaria de corta duración emitida en Perú entre 1880 y 1882. La peseta estaba subdividida en 2 reales, siendo 5 pesetas iguales a 1 sol. El sol continuó siendo producido durante este periodo y no fue reemplazado por la peseta.

## Monedas
Monedas de plata fueron emitidas por la Casa de la Moneda de Lima   en 1880 , otras monedas de 5 pesetas se hicieron en 1881 y 1882 por la Casa de moneda de Ayacucho. Un número pequeño de  monedas de ½ real fueron hechas en 1882, también en Ayacucho.